# Sobrado (Galicja)
Sobrado – gmina w Hiszpanii, w prowincji A Coruña, w Galicji, o powierzchni 120,64 km². W 2011 roku gmina liczyła 2037 mieszkańców.